# Carlos Mendes (cantante)
Carlos Eduardo Teixeira Mendes, conocido como Carlos Mendes (Lisboa, 23 de mayo de 1947) es un cantante, compositor, actor y arquitecto portugués.

## Biografía
En 1963, fue fundador del conjunto Sheiks, grupo que abandona en 1967 para iniciar una carrera en solitario, graba una versión del tema Penina que Paul McCartney había escrito en el Algarve para la banda portuguesa Jotta Herre.

## Festival de Eurovisión
Carlos Mendes ha participado en dos ocasiones en el Festival de Eurovisión, en 1968 y en 1972. En 1968, tras vencer en el Festival RTP da Canção con la canción Verão, participa en el Festival de la Canción de Eurovisión 1968, realizado en Londres, en el Royal Albert Hall. Acaba en 11.ª posición de 17 participantes.
Vuelve a vencer en el Festival RTP da Canção, en 1972, con Festa da Vida, y participa en el Festival de la Canción de Eurovisión 1972, celebrado en Edimburgo donde se clasifica en 7.º lugar de 18 participantes.

## Carrera posterior
En 1972 graba varios discos: A Fala do Homem Nascido (con poemas de António Gedeão), Alegre se Fez Triste, 1ª Canção com Lágrimas y Regresso, entre otros. En 1973 concluye los estudios de arquitectura que comenzó en 1969, comienza a trabajar de arquitecto pero abandona poco después, para dedicarse exclusivamente a la música. En 1976, funda junto a otros autores, entre ellos Paulo de Carvalho y Fernando Tordo, la primera discográfica independiente, Toma Lá Disco y graba el disco Amor Combate. En 1978, la revista Mundo da Canção, le otorga el premio al Mejor disco infantil del año, a su trabajo Jardim Jaleco. En 1979, con los Sheiks regresa para una serie de 13 programas de la RTP. El grupo graba los discos Sheiks com Cobertura y Pintados de Fresco 2. En 1984 graba el disco "Chão do Vento". En 1985 actúa en Suiza, Bélgica y Países Bajos y participa en el XII Festival Mundial de la Juventud y los Estudiantes, celebrado en Moscú.

## Carrera como compositor
En 1986 realiza la banda sonora de la película "O Vestido Cor de Fogo" de Lauro António y para la obra de teatro "O Touro", por la que gana el premio de la Associação de Críticos, a la mejor música de teatro de ese año. En 1987 compone la música de la obra de Alves Redol, "O Destino Morreu de Repente" y para la representante de Portugal, Theresa Maiuko, en el Festival de la OTI. 
En 1988 compone la música de dos películas de Luís Filipe Costa para la RTP. En 1990 compone, dirige e interpreta la banda sonora de la serie "Por Mares Nunca de Antes Navegados". 
En 1991 crea la opereta musical "O Natal do Pai Natal" por encargo de la RTP, para un especial de Navidad, del que se lanza un disco. Graba para la RTP el espectáculo "Improvisos Carlos Mendes". Por encargo del Ayuntamiento de Loures y de la Escola Secundária José Afonso, compone y graba un disco de solidardiad con Timor Oriental, con letra de José Fanha. 
En 1992 crea junto a Fernando Tordo el espectáculo "Boa Nova", con motivo de la visita del presidente de India. En 1994 edita el álbum "Não Me Peças Mais Canções", donde Carlos Mendes música a grandes poetas portugueses, como Miguel Torga, Fernando Pessoa, Carlos Oliveira, Camões y Antónia Brito. El disco incluía un poema inédito de Mário Soares ("Para Ti Meu Amor").

## Carrera como actor
En 1991 es requerido por el escenógrafo Artur Ramos, para formar parte del elenco de la obra "O Luto de Electra" de Eugene O'Neill, grabado para la RTP. Carlos Mendes también integró el elenco de la serie "Morangos Com Açúcar - Série II e Férias de Verão II", en el papel del "Coronel Luís Navarro", para la Televisão Independente.

## Discografía

### Álbumes
- Amor Combate (LP, TLD, 1976)
- Canções de Ex-Cravo e Malviver (LP, TLD, 1977)
- Jardim Jaleco (LP, Rossil, 1978)
- Antologia-(LP, Rossil, 1979)
- Antologia II (LP, Rossil, 197-)
- Triângulo do Mar (LP, Sassetti, 1980)
- Chão do Vento (LP, Edisom, 1984)
- O Natal do Pai natal--
- Boa Nova (CD, 1992)
- Não Me Peças Mais Canções (CD, 1994)
- Vagabundo do Mar (CD, Movieplay, 1997)
- Coração de Cantor (CD, Lusogram, 1999)
- A Festa da Vida (CD, 2018)